# Ипатов, Александр Васильевич
Алекса́ндр Васи́льевич Ипа́тов (род. 14 апреля 1945) — российский учёный, доктор технических наук, профессор, главный конструктор комплекса средств фундаментального обеспечения глобальной навигационной системы (ГНС) ГЛОНАСС.

## Биография
Окончил факультет радиоэлектроники Ленинградского политехнического института, дипломник кафедры радиофизики.
Работает в ИПА РАН, с 1990-х гг. зам. директора, в 2011—2017 гг. директор, с 2017 г. — научный руководитель.
Заведующий базовой кафедрой «Радиоастрономия» Санкт-Петербургского государственного электротехнического университета «ЛЭТИ» им. В. И. Ульянова (Ленина), заведующий базовой кафедрой «Прикладная радиоастрономия» Санкт-Петербургского политехнического университета Петра Великого.
В 2011 г. распоряжением Президиума РАН назначен главным конструктором комплекса средств фундаментального обеспечения ГНС ГЛОНАСС.
На 2016 год — автор 379 научных работ, включая 2 учебных пособия и 33 патента.
Научные результаты:
- создан двухэлементный радиоинтерферометр нового поколения для обеспечения ГНС ГЛОНАСС высокоточной координатно-временной информацией;
- создан РСДБ-комплекс «Квазар-КВО» для решения фундаментальных и прикладных задач астрономии и геодезии;
- разработаны микрокриогенные системы замкнутого типа водородного и гелиевого уровня охлаждения, позволившие повысить чувствительность радиотелескопов.

Лауреат премии Правительства Российской Федерации в области науки и техники за 2004 год — за создание многоволнового радиотелескопа нового поколения для космических исследований.
Лауреат премии Российской академии наук и Национальной академии наук Украины 2012 года — за достигнутые выдающиеся научные результаты, полученные в ходе совместного выполнения цикла исследований «Российско-украинская сеть станций космической геодезии и геодинамики».
Награждён орденом Почёта (10.09.1999).